# Autobahn Peking–Taipeh
Die Autobahn Peking–Taipeh oder Jingtai-Autobahn (chinesisch 京台高速公路, Pinyin Jīngtái gāosù gōnglù, englisch Jingtai Expressway), chin. Abk. G3, ist eine derzeit 1881 km lange Autobahn in China, die die Hauptstadt Peking im Norden mit der ostchinesischen Millionenstadt Fuzhou verbindet. Bis auf ein kurzes Stück in der Provinz Fujian ist diese Strecke durchgehend befahrbar. Eine Verlängerung nach Taipeh ist geplant, jedoch wegen des Taiwan-Konflikts aktuell stillgelegt. Eine weitere Herausforderung würde der Bau eines über 100 km langen Tunnels unter der Formosastraße darstellen. Würde er realisiert, betrüge die Gesamtlänge 2030 km.
Die Autobahn verbindet die Städte Peking, Tianjin, Jinan, Tai’an, Hefei und Fuzhou miteinander.
Der Name Jing-Tai 京台 ist eine Kombination des letzten Schriftzeichens von Peking (Beijing) und dem Zeichen Tai, das für Taipeh steht.